# آگوست-فرانسوا میکائوت
آگوست-فرانسوا میکائوت (انگلیسی: Auguste-François Michaut; ۲۹ سپتامبر ۱۷۸۶ – ۲۶ دسامبر ۱۸۷۹) مجسمه‌ساز اهل فرانسه بود.
وی همچنین برندهٔ جوایزی همچون لژیون دونور (شوالیه) شده‌است.